# Dídac Vilà
Dídac Vilà Roselló (Mataró, 9 juni 1989) is een Spaans profvoetballer die doorgaans als verdediger speelt. Hij verruilde AEK Athene in augustus 2017 voor RCD Espanyol.

## Clubvoetbal
Dídac werd op tienjarige leeftijd opgenomen in de jeugdopleiding van Espanyol. Hij doorliep de verschillende jeugdelftallen en speelde vanaf het seizoen 2006/2007 in het tweede elftal van de club. Dídac werd in 2009 met dit team kampioen van de regionale groep van de Tercera División, waarmee promotie naar de Segunda División B werd bewerkstelligd. Dídac debuteerde op 30 januari 2010 in het eerste elftal van Espanyol, in een wedstrijd in de Primera División tegen Athletic de Bilbao. In het jaar dat volgde werkte Dídac zich ten koste van David García de la Cruz op tot de vaste linksback van de club.
Dídac tekende in januari 2011 bij AC Milan. Na in de rest van het seizoen één wedstrijd te hebben gespeeld voor de Italiaanse club, keerde hij medio 2011 op huurbasis terug bij Espanyol. Hij keerde daarna terug naar Milan, maar speelde gedurende het seizoen 2012/13 geen minuut in het eerste elftal. AC Milan verhuurde hem gedurende 2013/14 vervolgens aan Real Betis en gedurende 2014/15 aan SD Eibar, op dat moment allebei actief in de Primera División.
Vilà liet Milan in augustus 2015 definitief achter zich en tekende een contract tot medio 2018 bij AEK Athene, dat in het voorgaande seizoen promoveerde naar de Super League.

## Nationaal elftal
Dídac won in 2011 met het Spaanse team het EK –21. Hij was op dit toernooi basisspeler. Hij werd in 2011 door bondscoach Johan Cruijff geselecteerd voor een wedstrijd van het Catalaans elftal, tegen Tunesië.
1 García ·
3 Gómez  ·
4 Kumbulla ·
5 Calero ·
6 Cabrera ·
7 Puado ·
8 Expósito ·
9 Véliz ·
10 Lozano ·
11 Milla ·
12 Tejero ·
13 Pacheco ·
14 Oliván ·
15 Gragera ·
16 Cheddira ·
17 Carreras ·
18 Aguado ·
19 Sánchez ·
20 Král ·
22 Romero ·
23 El Hilali ·
24 Cardona ·
31 Roca ·
33 Fortuño ·
37 Ünüvar ·
Coach: González